# Midland Bank Championships 1990
Midland Group Championships 1990 — жіночий тенісний турнір, що проходив на закритих кортах з килимовим покриттям Брайтонського центру в Брайтоні (Англія). Належав до турнірів 2-ї категорії в рамках Туру WTA 1990. Відбувсь утринадцяте і тривав з 23 жовтня до 28 жовтня 1990 року. Перша сіяна Штеффі Граф здобула титул в одиночному розряді, свій третій підряд і четвертий загалом на цьому турнірі, й отримала 70 тис. доларів США.

## Фінальна частина

### Одиночний розряд
Штеффі Граф —  Гелена Сукова 7–5, 6–3
- Для Граф це був 9-й титул в одиночному розряді за сезон і 53-й — за кар'єру.

### Парний розряд
Гелена Сукова /  Наталі Тозья —  Джо Дьюрі /  Наташа Звєрєва 6–1, 6–4